# Weser

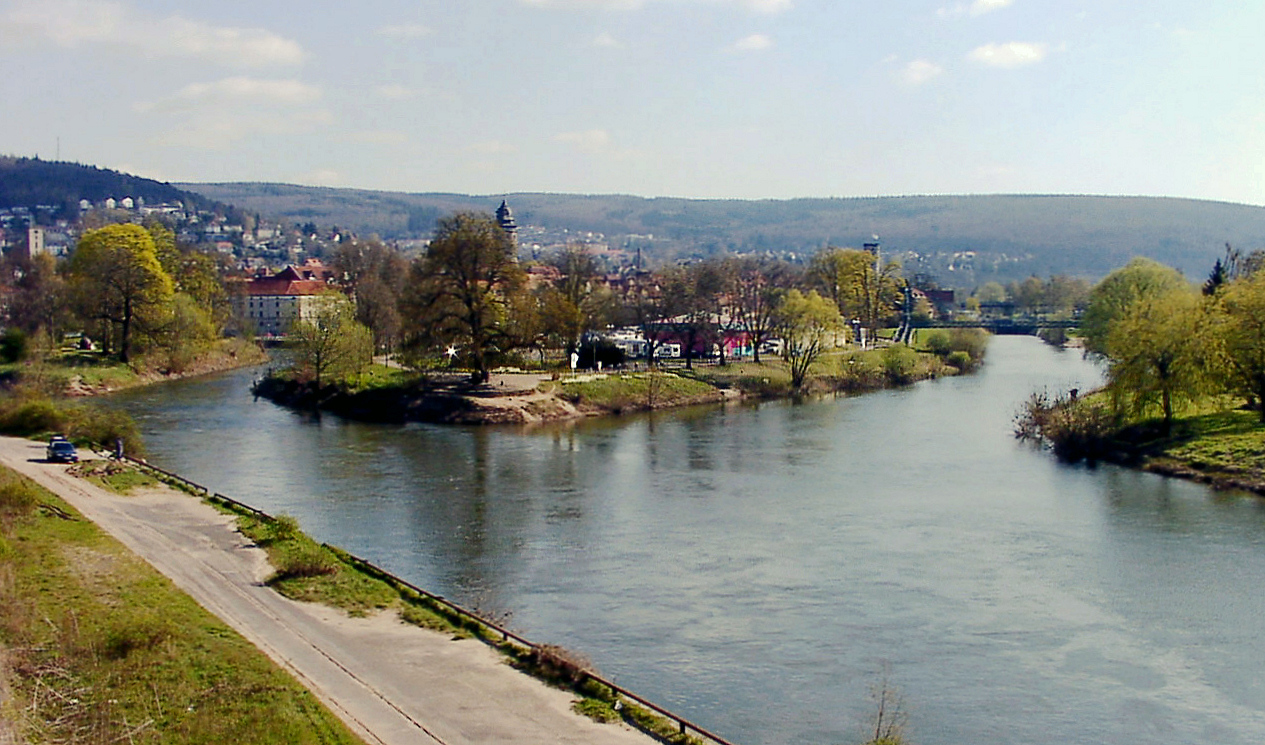
A Fulda és a Werra összefolyásából keletkezik a Weser

A Weser (latinul Visugris) Németország északnyugati részének legnagyobb folyója. Alsó-Szászország, Észak-Rajna-Vesztfália és Bréma tartományokon folyik keresztül. Forrása nincs, Münden közelében a Werra és Fulda folyók az ún. Weserkő mellett egyesülnek és futnak tovább Weser néven. A Werra és a Fulda nélkül a Weser hossza 452 kilométer.

## Tagolása
- Felső-Weser: Hann. Mündentől a Mittelland-csatornáig (204 km)
- Közép-Weser: Mittelland csatornától a brémai Wilhelm-Kaisen hídig (162 km)
- Alsó-Weser: A brémai Wilhelm-Kaisen hídtól a Geeste-torkolatig (61 km)
- Külső Weser: A Geeste torkolatától a Jade2/Weser3 világítótoronyig (64 km)

## Természeti földrajza
A Weser tagolása jól megfeleltethető a folyam természeti környezetének.
A Felső-Weser a Német-középhegyvidék észak felé egyre alacsonyabb vonulatai között halad. A dombvidéken vízhozama 110 m³/perc. Ősz közepén a megnövekvő csapadékmennyiség, tavasz elején pedig a vízgyűjtőn bekövetkező hóolvadás miatt árhullám vonul le a folyón. A Weser a Porta Westfalica szoroson keresztül hagyja el a Német-középhegyvidéket. Itt folyása felgyorsul, így a Felső-Weser utolsó harmadán (Hameln és Minden között) mérhető a folyó legnagyobb esése. A nagy esés következménye, hogy a folyás felgyorsul, a vízhozam 180 m³/percre növekszik ezért e szakaszon a folyó mélyebbre vágódik, magas partok között halad.
A Közép-Weser a Porta Westfalica elhagyása után kezdődik. A hegyszorost elhagyván a Weser kiérkezik az Germán-síkságra és az Ős-Weser széles legutóbbi jégkorszaki ősfolyamvölgyét követi észak felé. A Ős-Weser által hátrahagyott széles völgy talpán a folyó hordalékát lerakván meandereket (folyókanyarulatokat) épít. Folyása lelassul, több kisebb folyóval való egyesülés után is csak 320 m³/perc.
Az Alsó-Weser Brémánál kezdődik. A folyón itt már érezhető az Északi-tenger árapály hatása. A folyómeder természetes állapotában Bréma és Bremerhaven között az ún. elfajult medrekre jellemző tulajdonságokat mutatott. A meder felhomokosodott, a mederben homokpadok, zátonyok képződtek. A Weser itt ágakra szakadozott szét, a főmeder mélysége pedig mindössze 1,5 méterre csökkent.
A folyam Bremerhavennél elhagyja a szárazföldet és a Watt-tenger wattföldjei között északnyugatnak tart tovább. Ez a Külső-Weser. A folyómedret az árapály jelenség alakítja. Ár idején a víz a szárazföld felé folyik, mely során sós tengervíz jut a mederbe. Apály idején a folyam vize nagy sebességgel (6000 m³/perc) zúdul az Északi-tenger felé. A Weser torkolata az árapály hatás miatt klasszikus tölcsértorkolat.

## Mellékfolyók
- Jobb oldaliak: Hamel, Aller, Lesum, Drepte, Lune, Geeste
- Bal oldaliak: Diemel, Emmer, Humme, Werre, Große Aue, Ochtum, Hunte.

## Az Alsó-Weser felhomokosodása a középkorban

A Weser torkolatának változásai a középkorban

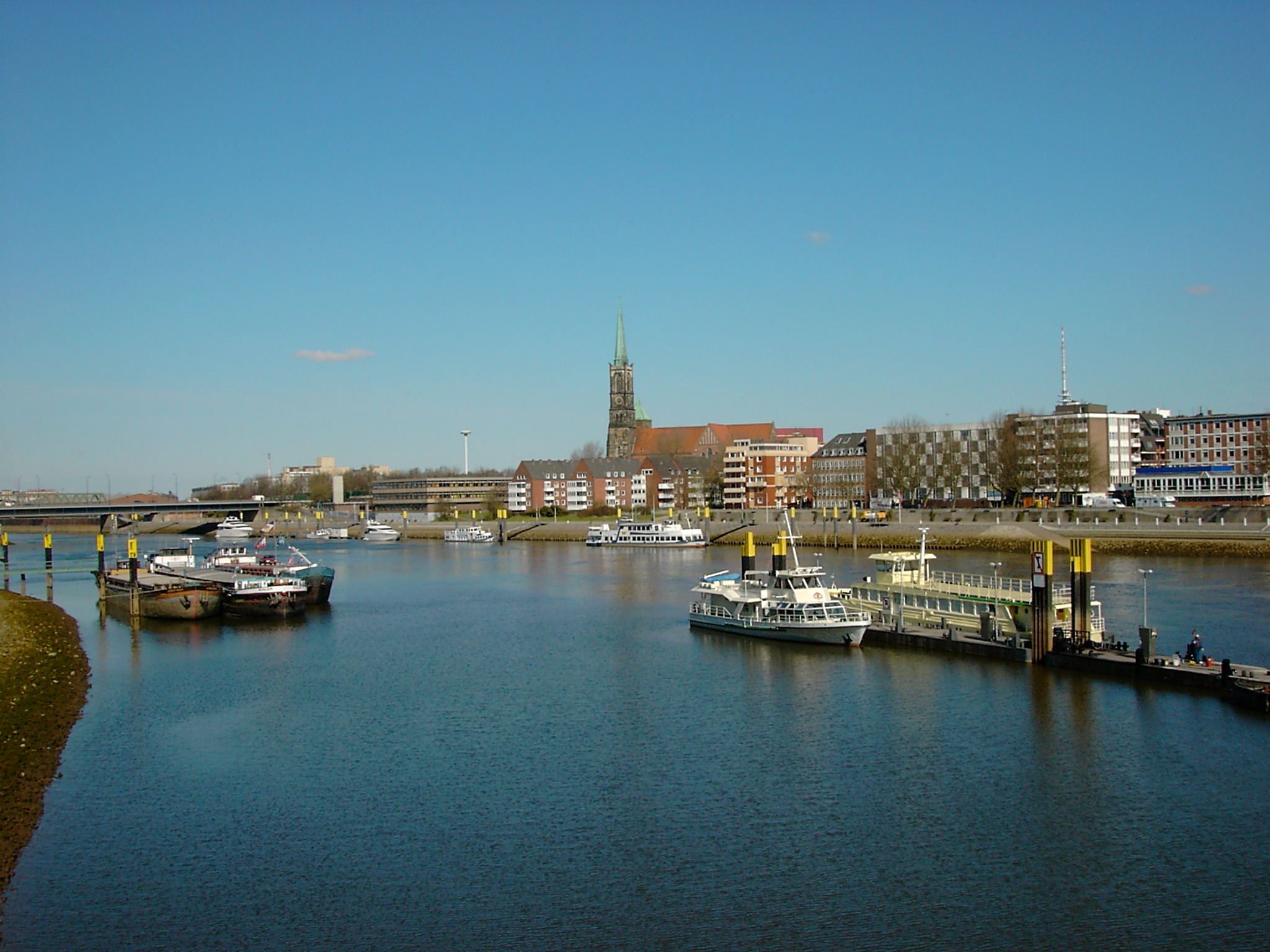
A Weser Brémánál

A középkorban Bréma városában a torkolattól 70 kilométerre tengeri kikötőt hoztak létre. Mintegy 500 éven keresztül működött háborítatlanul a Hanza-szövetség brémai kikötője. Az 1375-ben bekövetkező óriási vihardagály során a Weser torkolata áthelyeződött. A régi torkolat a Jade-öbölbe futott Butjadingen mellett, az új torkolat azonban a mai Bremerhavennél érte el a tengert, amely mintegy 20 kilométerrel nyújtotta meg a folyó hosszát. Bréma magasságában ezért megváltozott a Weser szakaszjellege, az árapály jelenség eltűnt a városból. 1399-ben a verdeni Dietrich püspök számolt be róla, hogy a Weser tavaszi árvize nagy mennyiségű homokot és iszapot hagyott hátra a partokon. A jelenség a következő két században egyre nagyobb méreteket öltött. 1615-ben Bréma város tanácsa arra kényszerült, hogy a városi kikötőtől 20 kilométernyire fekvő Vegesacknál új átrakókikötőt építsen, melyben a nagy merülésű tengeri hajókról sekély folyami uszályokba rakták át az árut. A felhomokosodás csakhamar elérte a vegesacki Weser-szakaszt is, ezért Brémától 50 kilométernyire északra Brake mellett újabb átrakókikötőt kellett létesíteni. A hajózóút mélysége néhol már az 1 métert sem haladta meg. A folyó rengeteg homokot lerakván ágakra szakadozott, szigeteket épített.

## Az Alsó-Weser nagy szabályozása

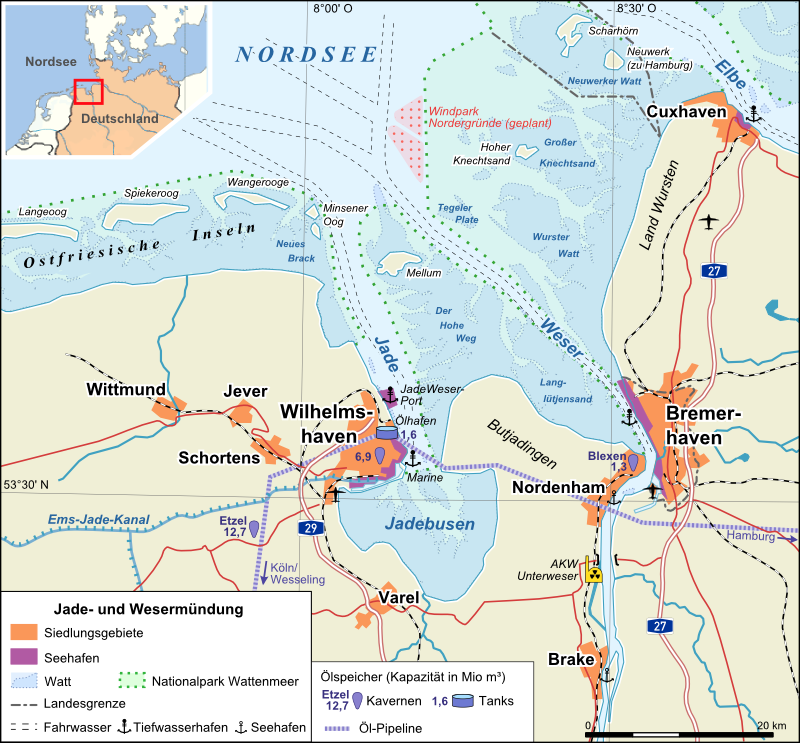
A Weser torkolatának környéke

A Weser 1800-ra Bréma és Brake között hajózhatatlanná vált, a brémai kereskedőállamot a csőd fenyegette. Problémáinak kezelésére Bréma 1827-ben területet vásárolt a tengerparton és megalapította Bremerhavent. Az ipari forradalom miatt azonban szükség volt a Weser hajózóútjának helyreállítására. 1875-ben Ludwig Franziust bízta meg Bréma városa, hogy biztosítsa a megfelelő mértékű hajózóutat Bremerhaven és Bréma között. Franzius nagy erővel látott munkához. Két éven keresztül járta a folyam alsó szakaszát. Talajmintákat gyűjtött, vízmélységet, vízhozamot, hordalékmennyiséget mért. 2 év adatgyűjtés után a város pályázatot írt ki a szabályozás kivitelezésére 1880 és 1885 között vitte véghez olasz mérnökök által kidolgozott tervét.
A Weser szabályozása során 28 millió köbméter homokot távolítottak el a mederből. Levágták a Weser gröpelingeni, elsflethi, és nordenhami kanyarulatait. Új, egyenes medret létesítettek. Bréma és Farge között egy egyenes falú medret hoztak létre, Farge és Bremerhaven között a medret szűkítették, a víz folyását sarkantyúk segítségével gyorsították. Az árvizek és vihardagályok ellen nagyméretű gátrendszert építettek. A hajózóutat 5 méter mélységig kikotorták, hogy az akkor nagynak számító 10 000 tonnás hajók a brémai kikötőbe is befuthassanak. A szabályozás rendkívül sikeres volt. A folyó áramlása annyira felgyorsult, hogy hamarosan 7 méteres mélységig emberi beavatkozás nélkül tovább mélyült. Brémába visszatért az árapályjelenség, a magas és alacsony vízállás közötti különbség 45 centiméter volt. Mára a folyó 12 méteres mélységig mélyítette önmagát, míg az árapály miatti vízszintingadozás 4,2 méternyire nőtt.

## Tengerhajózás és kikötőgazdaság az Alsó-Weseren

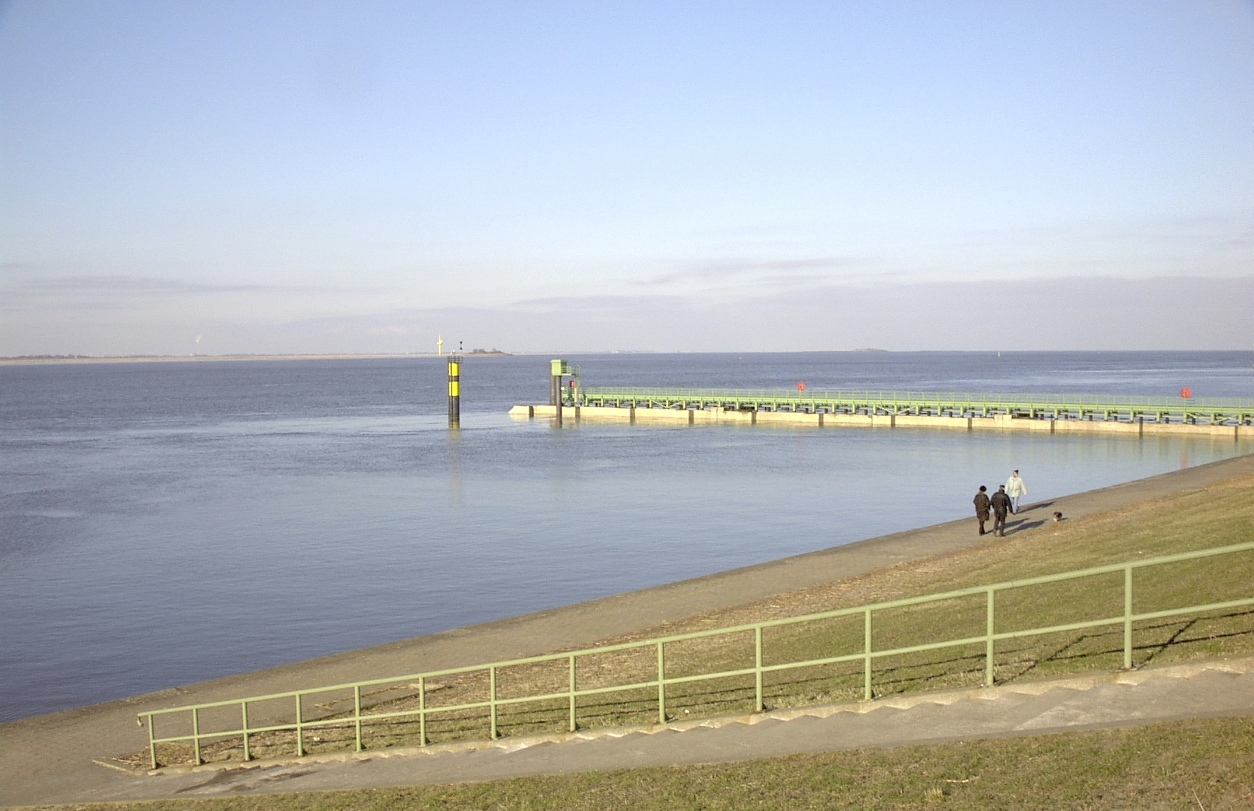
A Weser torkolata és az Északi-tenger Bremerhavennél

Az Alsó-Weser a brémai vasúti hídtól kezdve nemzetközi tengeri hajózási útvonal. A tengerjáró hajók 13 méteres merülésig képesek befutni a brémai belváros szomszédságában létesült Brémai Világkikötőbe. A Weser mellett 60 kilométer hosszan sorakoznak Bréma és Alsó-Szászország kikötői.
Bremerhavenbe 16 méteres, Brakéba 15 méteres, Brémába 13 méteres merülésig képesek hajók befutni.
Az Alsó-Weser mellett a következő tengeri kikötők létesültek:
- Bréma A – Bréma régi kereskedelmi kikötői
- Bréma B – Ipari kikötő (acélgyárak, fa, acéláru, hőerőmű, káli és foszforterminálok, olajterminál)
- Bréma C – Bréma-Újváros (acéláru-terminál, konténerrakodó, túlméretes áruk terminálja)
- Bréma D – Bréma-Észak (autórakodó, hőerőmű)
- Elsfleth (kiskereskedelmi kikötő)
- Brake (gabonaterminál, faáru, növényi olajok terminálja)
- Nordenham (szén, vasérc)
- Blexen (olaj)
- Bremerhaven A (trópusi gyümölcsök, halfeldolgozás)
- Bremerhaven B (autóátrakó terminálok)
- Bremerhaven Stromkaje (4,2 km hosszú folyóparti konténerterminál)

A Weser kikötői forgalmukat tekintve együttesen felülmúlják a hamburgi kikötő teljesítményét, így Németország legfontosabb tengeri kapuját jelentik. A brémai kikötők Magyarország partnerkikötői sorában a harmadik helyen állnak.
Hajógyárak:
- Bréma (Lürssen-hajógyár; óriásjachtok)
- Berne (Roland-hajógyár; főleg kisméretű konténerhajók)
- Elsfleth (hadi- és hatósági hajók)
- Bremerhaven (Lloyd-hajógyár; luxuscirkálók, ércszállítók hajójavítás)